# Kim Isak
Ida Dene Simmons (sinh ngày 25 tháng 5 năm 1987), thường được biết đến với nghệ danh Isak, là một nữ diễn viên và ca sĩ người Mỹ gốc Hàn Quốc. Cô từng là VJ (người dẫn chương trình) của chương trình radio Pop in Seoul.

## Cuộc đời và sự nghiệp
VJ Isak là con lai mang 2 dòng máu Mỹ - Hàn Quốc từng là thành viên của nhóm nhạc nữ R&B có tên Isak N Jiyeon (이삭 N 지연). Nhóm nhạc nữ này trực thuộc "đại gia đình" SM Town và đã ra mắt năm 2002 với kì vọng trở thành phiên bản nữ của Fly to the Sky. Hiện giờ nhóm đã tan rã. Theo nhiều suy đoán của dư luận thì nguyên nhân tan rã do số lượng đĩa bán ra thấp, và không mấy được chú ý như kì vọng của SM Town, nhưng đó không phải là lời giải thích thỏa đáng; vấn đề duy nhất được quan tâm là thời gian khi Isak phải trở về nhà ở miền nam California vì việc gia đình (bố mẹ li hôn). Dù thành viên còn lại là Ji Yeon (nghệ danh Lina) hiện đã tham gia vào dự án khác của SM Town mang tên The Grace thì Isak vẫn rất lạc quan mà nói nhóm nhạc nữ đôi vẫn còn nhiều công việc chưa xong; "Không ai biết rằng khi nào album mới sẽ xuất xưởng nhưng chúng tôi đã bàn bạc về nó rất nhiều ". Trong thời gian dưới trướng SM Town, Isak đã đóng trong các MV của các nhóm nhạc trực thuộc công ty này. Hiện giờ, cô tiếp tục tham gia nhiều công việc khác nhau như DJ (Người giới thiệu các ca khúc trên rađiô) và VJ (Người giới thiệu các phim ca nhạc) cho Arirang TV, làm người dẫn chương trình cho các mạng lưới truyền thông khác nhau và tham gia các vai nhỏ trong các chương trình truyền hình..
Isak từng tham gia đóng vai chính trong các phim ca nhạc của nghệ sĩ SM Town, cụ thể là Rokkugo bản tiếng Triều Tiên của Super Junior T

## Danh sách đĩa nhạc

### Album phòng thu
- Tell Me Baby, tháng 9 năm 2002

### Biên dịch
- 2003 Summer Vacation in SMTOWN.com
- 2004 Summer Vacation in SMTOWN.com